# Šempeter pri Gorici
Šempeter pri Gorici – miasto w Słowenii, siedziba gminy Šempeter-Vrtojba. W 2018 roku liczyło 3627 mieszkańców. Ośrodek przemysłu spożywczego, chemicznego.